# Francia Márquez
Francia Elena Márquez Mina (Suárez, Cauca, 1 de diciembre de 1981) es una líder social, activista medioambiental, defensora de derechos humanos, feminista, abogada, y política colombiana. Desde el 7 de agosto de 2022 es la vicepresidenta de la República de Colombia. Es la segunda mujer en ser vicepresidente de la nación y la primera de origen afrocolombiano. El 4 de enero de 2023 fue designada por el presidente Gustavo Petro como la primera Ministra de Igualdad y Equidad, cargo que desempeñó hasta su renuncia el 27 de febrero de 2025.
Fue representante legal del Consejo Comunitario del corregimiento de La Toma de Suárez, al norte del departamento del Cauca donde se opuso a la explotación minera indiscriminada y a la entrega indiscriminada de títulos mineros debido al impacto negativo de estas actividades, como el deterioro del medio ambiente y el desplazamiento forzado de comunidades. Esto le valió amenazas y atentados contra su vida, pero también el reconocimiento internacional como defensora de derechos humanos y del medio ambiente. Ha recibido varias distinciones por sus actividades sociales y ambientales, entre ellas los premios Goldman de medio ambiente y Joan Alsina de derechos humanos. Fue presidente del Consejo Nacional de Paz y Convivencia en el año 2020 donde se ocupó del seguimiento al cumplimiento de los acuerdos de paz.
Fue precandidata a la presidencia en la consulta para elegir al candidato de la coalición Pacto Histórico en representación de su movimiento Soy porque somos y con el aval del partido Polo Democrático Alternativo. En la votación obtuvo el segundo puesto con más de 777 000 votos y el 23 de marzo de 2022 fue anunciada como candidata a la vicepresidencia como fórmula de Gustavo Petro para las elecciones presidenciales de 2022, donde finalmente fueron electos.

## Biografía

### Juventud y estudios
Nació el 1 de diciembre de 1981 en la vereda Yolombó, corregimiento del municipio de Suárez del departamento del Cauca, ubicado en territorio de una comunidad afrodescendiente. Su infancia, según cuenta, "estuvo marcada por pasar tiempo en casa de mis abuelos maternos, otro tiempo con mi mamá y el resto con mis abuelos paternos." Su madre es partera, agricultora, minera. Su padre, agrominero y obrero. Durante su adolescencia trabajó como minera de oro artesanal en su municipio y como empleada doméstica en la ciudad de Cali.
Márquez se graduó como técnica agropecuaria en el Servicio Nacional de Aprendizaje (SENA). En 2020 como abogada de la Universidad Santiago de Cali. En 2021 inició una especialización en escrituras creativas en la Universidad ICESI. En 2023, recibe el título de Doctora en Educación honoris causa de la Universidad Pedagógica Nacional de Colombia.

## Activismo

### Activismo medioambiental

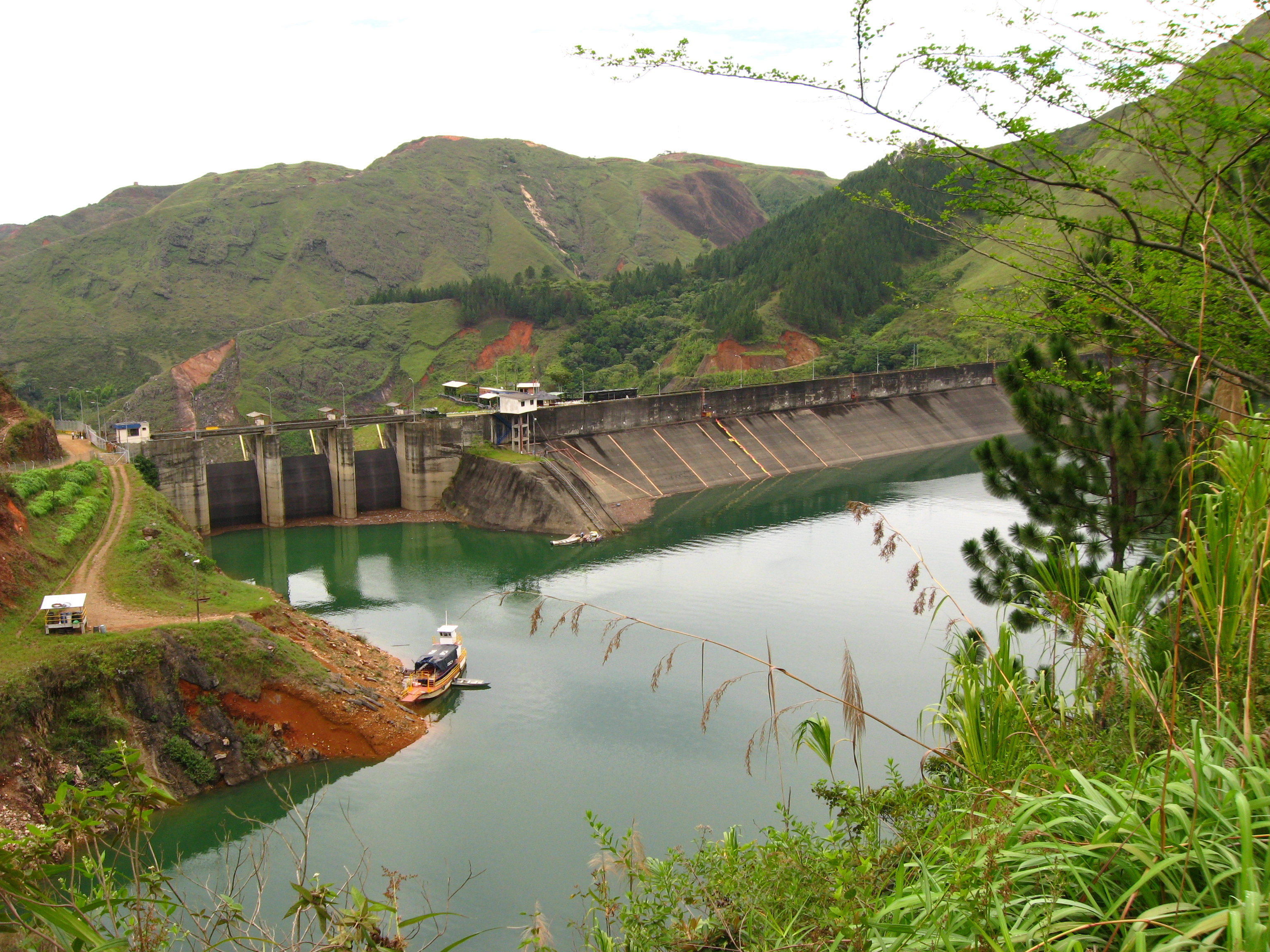
Represa Salvajina en el departamento del Cauca (Colombia) en 2010.

#### Defensa del río Ovejas
Su activismo inició cuando era una adolescente, a la edad de 13 años, cuando la construcción de una represa amenazaba la existencia de su comunidad. De 1994 hasta 1997 participó en el proceso de evaluación de los impactos que generaría a su comunidad y al territorio el megaproyecto de desviación del Río Ovejas a la Represa Salvajina, en particular los impactos que este proyecto traerían a la vida de todos los miembros de su comunidad, incluyendo el efecto negativo sobre su territorio, y por ende sobre la identidad étnica y cultura de sus habitantes. En el 2005, participó en el proceso de exigibilidad a la Corporación Autónoma Regional del Valle del Cauca (CVC) y a la Empresa de Energía del Pacífico (EPSA) para la reparación de los impactos creados por el megaproyecto Salvajina. Proceso que no tuvo en cuenta derecho fundamental al consentimiento libre, previo, e informado de las comunidades, con vía a reparar los impactos generados en los 35 años de vida de la represa.

#### Oposición a la minería indiscriminada
En el 2009, inició un proceso de protesta a fin de evitar que las comunidades afrodescendientes del Consejo Comunitario de La Toma en el municipio de Suárez fueran desalojadas forzosamente del territorio, por cuanto el gobierno había entregado al señor Héctor Sarria, a empresas multinacionales como AngloGold Ashanti y a otras personas foráneas, títulos de explotación minera, violando el debido proceso a la implementación del derecho fundamental al consentimiento libre, previo, e informado. Este mismo año, el Consejo Comunitario de La Toma y varios de sus líderes fueron declarados objetivo militar por parte de los grupos paramilitares Águilas Negras, Los Rastrojos y Bloque Capital, pues según estos actores armados, la comunidad se estaba oponiendo al desarrollo e impidiendo la entrada de empresas multinacionales. Márquez instauró una acción de tutela exaltando la violación de sus derechos fundamentales a la vida digna, a la permanencia en el territorio, al debido proceso y a la consulta previa, libre e informada, los cuales fueron tutelados mediante la sentencia T-1045A de 14 de diciembre de 2010.
En el año 2013, fue nombrada como representante legal del Consejo Comunitario de comunidades afrodescendientes del corregimiento La Toma, cargo que ejerció hasta el 12 de diciembre de 2016. También participó en la Asamblea Permanente declarada por las comunidades afrodescendientes del Cauca, en la cual se le exigió al INCODER (hoy Agencia Nacional de Tierras) proteger los territorios ancestrales de comunidades negras y avanzar en la titulación colectiva, así como garantizar el acceso a la tierra por medio de compras realizadas por dicha entidad.
En el 2014, participó en la mesa interétnica e intercultural del Norte del Cauca desde la cual se le exigió al Gobierno Nacional detener la minería ilegal y el otorgamiento de títulos mineros sin consulta previa en territorios étnicos. Así mismo se le pidió realizar acciones que permitieran identificar posibles actos de corrupción institucional frente a la minería ilegal que estaba contaminando el territorio. En octubre de 2014, fue desplazada forzosamente del territorio y declarada, junto con sus hijos, objetivo militar por parte de grupos paramilitares.

#### Marcha de los Turbantes
En 2014, Márquez Mina fue una de las líderes que organizó una marcha a la que se unieron alrededor de 70 mujeres afrodescendientes que usaban turbantes que identificaban su origen étnico y que fue conocida como "La Marcha de los Turbantes" también conocida como "Mujeres Negras por el Cuidado de la Vida y los Territorios Ancestrales". La marcha partió 17 de noviembre del corregimiento de La Toma en Suárez con 15 mujeres lideradas por Márquez Mina, durante el recorrido se unieron a la marcha mujeres de otros municipios del norte caucano que igualmente padecía el problema de la minería ilegal en sus territorios como Santander de Quilichao, Buenos Aires, Guachené y Caloto y llegó a Bogotá el 27 de noviembre después de recorrer alrededor de 600 kilómetros a pie. El objetivo era exigir al gobierno el cumplimiento de la sentencia de la Corte Constitucional que ampara los territorios ancestrales de las comunidades negras de la región y exigir el fin de la minería ilegal y la minería inconstitucional que estaba causando la contaminación del río Ovejas y el desplazamiento forzado de comunidades.
Las mujeres ocuparon un salón de la sede del Ministerio del Interior conocida como Casa La Giralda en el centro de Bogotá y en la Casa Afro, donde habitaron hasta el 11 de diciembre. Tras la movilización las mujeres lograron el reconocimiento de 27 Consejos Comunitarios del Norte del Cauca como sujetos de reparación colectiva.

#### Otras movilizaciones
En julio de 2015 participó en una asamblea permanente organizada por la asociación de Consejos Comunitarios del Norte del Cauca, la cual se llevó a cabo sobre la Vía Panamericana con el objetivo de exigirle al gobierno nacional garantías de protección a los líderes del norte del Cauca debido a que permanentemente reciben amenazas de muerte. También pidió el cumplimento de los acuerdos anteriormente pactados entre el gobierno y las comunidades negras de esta región. En septiembre de 2015, la organización sueca Diakonia le otorgó el Premio Nacional a la Defensa de los Derechos Humanos en la categoría defensor del año.
En 2016, participó en el paro realizado por la Cumbre Nacional Agraria, Campesina, Étnica y Popular. Estuvo en la mesa política y su trabajo estuvo enfocado en las víctimas.

### Participación en los diálogos de paz

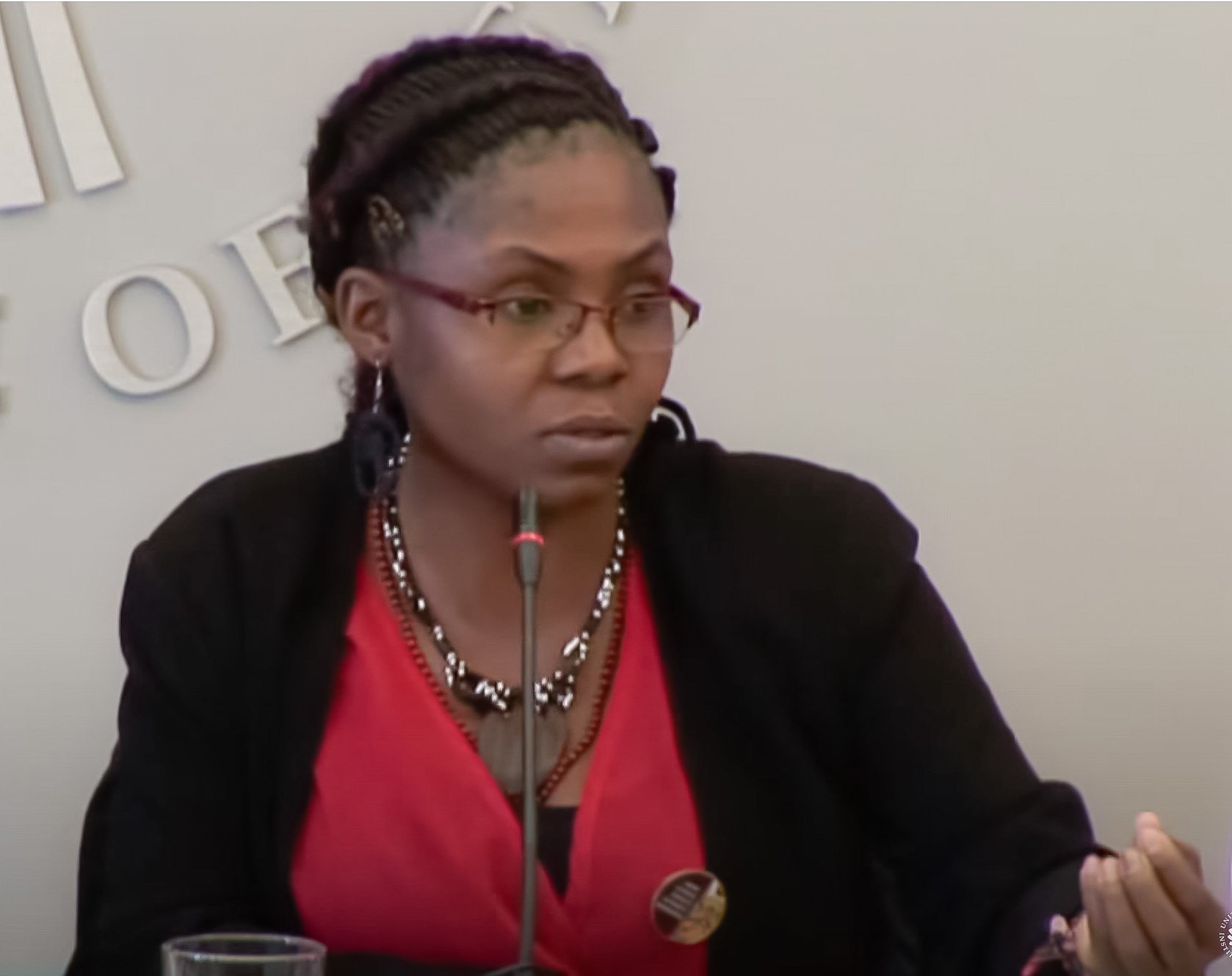
Francia Márquez en diálogos sobre los acuerdos de paz con el Instituto de Paz de los Estados Unidos en 2016.

En diciembre de 2014, Márquez Mina viajó a La Habana para participar en los diálogos de paz entre el gobierno de Juan Manuel Santos y la guerrilla de las Fuerzas Armadas Revolucionarias de Colombia - Ejército del Pueblo (FARC-EP), como víctima en la quinta delegación. En este proceso participó ante la mesa de los diálogos de paz con su relato sobre la forma en la que el conflicto armado político y económico ha afectado históricamente de manera desproporcionada a las comunidades afrocolombianas, y de manera específica a las mujeres negras. Asimismo, habló sobre la necesidad de garantizar la participación efectiva de los pueblos étnicos en el proceso para lograr la paz estable y duradera.
En junio de 2020 fue electa miembro del Consejo Nacional de Paz y Convivencia del cual fue presidenta, creado a través del decreto 885 de mayo de 2017, como instancia para el seguimiento al cumplimiento de los acuerdos de paz.

### Amenazas contra su vida
A finales de 2014, fue desplazada de su pueblo de origen debido a amenazas que recibió tras liderar iniciativas de lucha en contra de la minería ilegal en su territorio. En su condición de desplazada por la violencia armada, fue invitada a viajar a Cuba a desarrollar actividades con las delegaciones del gobierno y las FARC-EP en el marco del proceso de paz colombiano.
El 4 de mayo de 2019 fue víctima junto a otros activistas de un atentado perpetrado con armas de fuego y granadas en el Cauca que dejó dos heridos.

### Reconocimiento internacional
Como activista, Márquez viajó a diferentes países tales como Estados Unidos, Ecuador, Panamá, México, Cuba, Suiza y Francia para llevar al conocimiento internacional las violaciones sistemáticas a los derechos humanos a las que ha sido sometido el pueblo afrocolombiano, y para resaltar la resistencia y la lucha por permanecer en los territorios reconocidos como ancestrales. 
Márquez participó en diferentes foros y conferencias en varias universidades, y reuniones con parlamentarios del Congreso de los Estados Unidos, en instituciones gubernamentales y no gubernamentales, y eventos académicos exponiendo su visión sobre cómo funciona el racismo estructural en Colombia, y cómo las mujeres negras "son fuertemente violentadas y sus cuerpos usados como instrumento de guerra".
En 2018 le fue otorgado el Premio Goldman de Medio Ambiente por sus logros derivados del liderazgo con las comunidades negras y la lucha de estas por detener la minería ilegal de oro en su territorio. Igualmente obtuvo diversas menciones y reconocimientos por su defensa de los derechos humanos.

## Participación política
Márquez Mina fue candidata a la Cámara de Representantes del Congreso de Colombia en el año 2018, con el aval del "Consejo Comunitario del río Yurumanguí" y el respaldo de Colombia Humana, para la circunscripción especial de afrodescendientes. No logró ser electa.

### Elecciones presidenciales de 2022

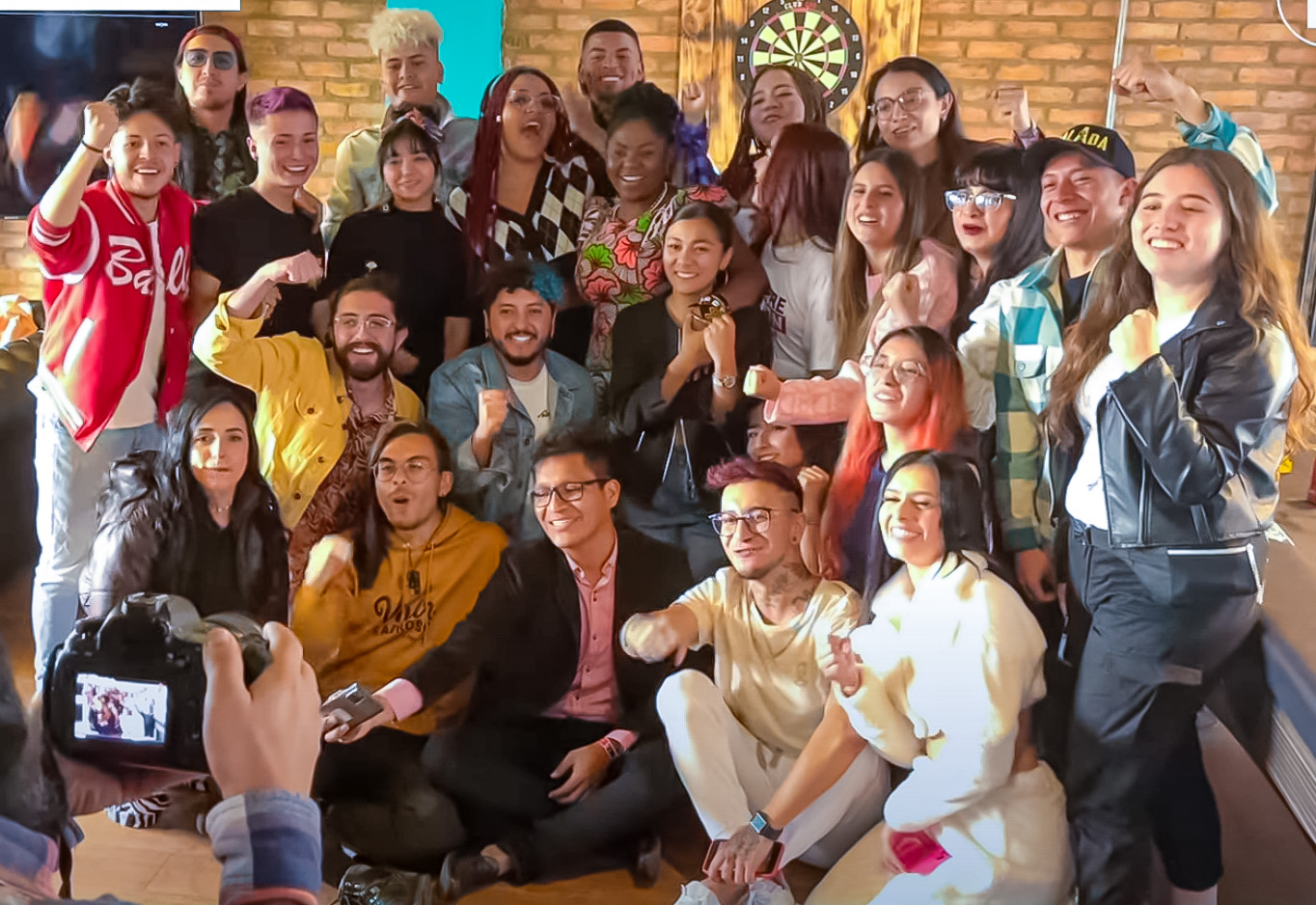
Francia Márquez junto con jóvenes simpatizantes en junio de 2022.

En agosto de 2020 Francia Márquez anunció que se lanzaría como precandidata a las elecciones presidenciales de 2022 dentro de la coalición Pacto Histórico, representando a su movimiento Soy porque Somos. En abril de 2021 oficializó su candidatura. En el marco de la Convención Nacional Feminista, el Movimiento feminista Estamos Listas le ofreció su apoyo, y a la también precandidata Ángela María Robledo.
En diciembre de 2021 el partido Polo Democrático Alternativo le dio el aval para participar en la consulta interna del Pacto Histórico, esto después de que la campaña de la candidata no lograra recoger las firmas necesarias para su inscripción.
En marzo de 2022 obtuvo una votación de más de 780.000 votos dentro de la consulta para la elección de candidato presidencial de la coalición, dejándola en segundo lugar detrás del exalcalde de Bogotá, Gustavo Petro y situándose como la tercera votación más alta de todas las consultas a nivel nacional. Márquez fue considerada como "revelación electoral" por medios como Forbes Colombia y CNN en Español.
El 23 de marzo de 2022 aceptó la nominación como fórmula vicepresidencial del Pacto Histórico, acompañando a Gustavo Petro, hacia las elecciones presidenciales de Colombia que se llevaron a cabo el 29 de mayo de 2022. Obtuvieron el primer lugar en la primera vuelta, con una votación de más de 8 millones 500 mil votos, dándoles el paso a segunda vuelta electoral del 19 de junio. Finalmente, con más de 11 millones de votos, vencieron a la candidatura de Rodolfo Hernández y Marelen Castillo en el balotaje.
Durante la campaña se popularizaron algunas frases de Márquez como «vivir sabroso», frase de filosofía de vida del pueblo afrocolombiano que, según dijo, se refiere a «poder vivir sin miedo, en dignidad y con garantía de derechos», y que fue en ocasiones mal interpretada por sus detractores como referencia a «vivir cómodamente y sin esfuerzo»; esta frase terminó convirtiéndose en uno de los lemas más utilizados en las últimas semanas de la campaña presidencial. Así mismo, fue constante la referencia de Márquez a ser ella quien representaba a «los nadies y las nadies» inspirada en el poema «Los Nadies» de Eduardo Galeano, refiriéndose a las personas del común «invisibles ante el Estado y las élites políticas». Igualmente Márquez pronunció en varios discursos la frase «hasta que la dignidad se haga costumbre» que además incluyó en su juramento de posesión al cargo a la vicepresidencia el 7 de agosto de 2022.
En 2024, se estrenó el documental Igualada, dirigido por Juan Mejía Botero, que relata el paso de Francia Márquez, desde sus inicios como activista hasta su elección como vicepresidenta.

## Vicepresidenta de Colombia

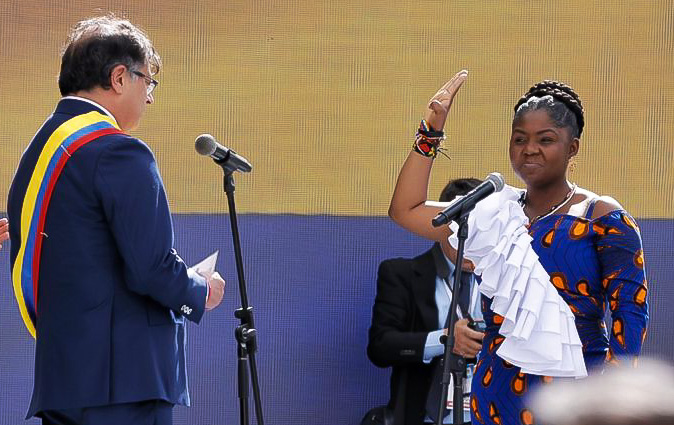
Francia Márquez tomado juramento ante Gustavo Petro el 7 de agosto de 2022.

Durante la campaña se había anunciado que Márquez estaría a cargo del nuevo Ministerio de la Igualdad, que velaría por los derechos de las mujeres, la  comunidad LGBTI y la población vulnerable, además, lucharía por la justicia social y económica de los pueblos excluidos. Inicialmente se informó que dicho ministerio podría tardar alrededor de 2 años en ser creado.
En julio de 2022, días antes de su posesión, Márquez realizó visitas a diferentes líderes latinoamericanos como el presidente de Chile Gabriel Boric, de Argentina Alberto Fernández, el presidente de Bolivia Luis Arce, y el expresidente y candidato presidencial Lula da Silva en Brasil.
Francia Márquez asumió como vicepresidenta el 7 de agosto de 2022.
En septiembre de 2022, Márquez recibió de parte del presidente Petro 15 funciones específicas para desarrollar como vicepresidenta las cuales están relacionadas con temas como la igualdad, la inclusión, la equidad de género, los derechos humanos y seguimiento a las acciones del gobierno en el pacífico colombiano y específicamente en el puerto de Buenaventura.
El día 4 de enero de 2023, en la ciudad de Itsmina, Chocó, el presidente Petro sancionó la ley mediante la cual se creó el Ministerio de Igualdad y Equidad que había sido aprobado a finales del 2022 en el congreso. Márquez asumió como ministra de dicha cartera.
El 11 de enero de 2023, Márquez denunció un intento de atentado en su contra mediante el uso de un artefacto explosivo. El 30 de marzo de 2023, la Fiscalía General de la Nación informó que no se encontraron artefactos explosivos con capacidad para provocar una explosión en el supuesto atentado: los investigadores periciales encontraron una botella con cables y elementos de origen explosivo.

## Distinciones
- Premio Nacional a la Defensa de los Derechos Humanos en Colombia, categoría «Defensora del Año» (2015)[53][54]
- Premio Medioambiental Goldman (2018)[4][55]
- Top 100 de mujeres influyentes de 2019 de la BBC.[56]
- Premio Joan Alsina de Derechos Humanos 2019.[5] Entregado por la Casa América Cataluña.[57]
- Top 100 de personas líderes de 2022 por la revista Time.[58]
- Medalla W.E.B. DuBois 2024, otorgada por el centro Hutchins de la Universidad de Harvard. [59]